# Zehra İpşiroğlu
Zehra Feride İpşiroğlu (* 12. Februar 1948 in Istanbul) ist eine türkische Literaturwissenschaftlerin und Schriftstellerin, die in Deutschland lebt und arbeitet.

## Leben
Zehra İpşiroğlu ist die Tochter des Kunsthistorikers Mazhar Şevket İpşiroğlu (1908–1985) und der Musikerin und Kunsthistorikerin Nazan İpşiroğlu (1923–2015). Sie studierte Germanistik und Theaterwissenschaft an den Universitäten Istanbul, Freiburg im Breisgau und Berlin. Sie arbeitete von 1976 bis 1992 als Dozentin bzw. Professorin für das Fach Deutsch an der Fremdsprachenabteilung der Universität Istanbul, von 1992 bis 1998 an der gleichen Universität als Leiterin des von ihr gegründeten Faches Dramaturgie und Theaterkritik. Von 1994 bis 1998 war sie Leiterin des internationalen Theaterfestivals in Istanbul. Von 1998 bis zu ihrem Ruhestand 2009 lehrte sie als Professorin für türkische Literaturwissenschaft an der Universität Duisburg-Essen in Essen. Seit 1998 lebt sie mit ihrem Mann, dem Literaturwissenschaftler Norbert Mecklenburg, in Köln.
İpşiroğlu hat neben dem Schreiben eigener literatur- und theaterwissenschaftlicher Bücher einige wichtige Werke deutscher Schriftsteller ins Türkische übersetzt, zum Beispiel Friedrich Dürrenmatts Der Richter und sein Henker (1987) und zahlreiche Kinderbücher von Christine Nöstlinger, unter anderem Konrad das Kind aus der Konservendose (1993) und Der Gurkenkönig (1993). Mit Das Nashornspiel (1997) schrieb İpşiroğlu auch selbst ein vielbeachtetes Jugendbuch. 2008 erschienen zwei weitere Bücher der Autorin mit den Titeln Die Farben der Träume. Düslerin Renkleri und Alamanya, Alamanya. Dotschland, Dotschland zweisprachig im Schulbuchverlag Anadolu.

## Auszeichnungen
- 1. Preis für Murat, eine Filmgeschichte über Berliner Migrantenkinder (Milliyet, 1978)
- 1. Preis für Literaturkritik für die literaturkritische Analyse des postmodernen Romans Nacht von Bilge Karasu (Milliyet, 1988)
- Auszeichnung für Theaterkritik für das Buch Tiyatroda Yeni Arayışlar (Kultusministerium Ankara, 1993)
- Auszeichnung für Theaterwissenschaftliche Forschung für das Buch Tiyatroda Devrim (Kultusministerium Ankara, 1993)
- Orhan-Kemal-Preis für das Kinderbuch Das Nashornspiel (1997)
- Auszeichnung „Fällt aus dem Rahmen“ für das Buch Das Nashornspiel (Kinder- und Jugendzeitschrift Eselsohr, Zürich 1997)
- Duygu-Asena-Romanpreis für Haneye Tecavüz (2016)

## Werke, die auf Deutsch erschienen (Auswahl)
- Das Nashornspiel. Nagel & Kimche, Zürich 1997, ISBN 3-312-00512-4.
- Beitrag in Susanne Härtel (Hrsg.): „Ich schenk' dir eine Geschichte!“ Geschichten aus aller Welt 2001. Im Auftrag der Stiftung Lesen zum Welttag des Buches. Omnibus Bertelsmann Jugendbuch cbj, München 2001, ISBN 3-570209008 (Deutsche und türkische Kinder erleben gemeinsame Leseabenteuer. Das Buch wurde in hoher Auflage an Schulen verteilt.)
- mit Nazan İpşiroğlu: Die Farben der Träume. Düslerin Renkleri. Schulbuchverlag Anadolu, Hückelhoven 2008, ISBN 978-3-86121-367-3 (deutsch, türkisch).
- Alamanya, Alamanya. Dotschland, Dotschland. Schulbuchverlag Anadolu, Hückelhoven 2008, ISBN 978-3-86121-366-6 (türkisch, deutsch).
- Das Theater in der Türkei. In: Udo Steinbach (Hrsg.): Länderbericht Türkei. (= Schriftenreihe, 1282). Bundeszentrale für politische Bildung, Bonn 2012, ISBN 978-3-8389-0282-1, S. 502–510.
- Denn immer ist Hoffnung: Gespräche mit der bedeutenden Aktivistin Türkan Saylan. Verlag Christel Göttert, Rüsselsheim 2019, ISBN 978-3-939623-72-4.
- Blickwechsel. Zwei Theaterstücke über Migration und Frauen im Widerstand. Verlag Auf dem Ruffel, Engelschoff 2022, ISBN 978-3-933847-62-1.